# Maksimilijan Mihelčič
Maksimilijan "Maks" Mihelčič (serbi: Максимилијан Михелчић; 29 de juliol de 1905 - 25 de març de 1958) fou un futbolista eslovè de la dècada de 1920.
Fou 18 cops internacional amb la selecció iugoslava. Participà amb la selecció de Iugoslàvia als Jocs Olímpics de 1928.
Pel que fa a clubs, defensà els colors de ŽŠK Hermes, HŠK Građanski Zagreb i HŠK Šparta.